# Province de Cercado (Oruro)
Pour les articles homonymes, voir Province de Cercado.
La province de Cercado (en espagnol : Provincia de Cercado) est une des 16 provinces du département d'Oruro, en Bolivie. Son chef-lieu est la ville d'Oruro, qui est également la capitale de la province.

## Municipalités
- Oruro, 264 943 habitants
- Caracollo, 23 115 habitants
- El Choro, 8 725 habitants
- Pari-Paria-Soracachi, 12 846 habitants